# Hans-Jörg Pfister
Hans-Jörg «Joko» Pfister (* 4. Mai 1951 in Biel) ist ein ehemaliger Schweizer Fussballspieler und Fussballer des Jahres 1977.

## Laufbahn

### Vereine, 1962 bis 1982
Die Laufbahn von Hans-Jörg Pfister begann als C-Jugendlicher beim Stadtteilverein FC Mett in Biel/Bienne. 1970 schloss sich das Offensivtalent dem in der Nationalliga A spielenden FC Biel-Bienne an. Für das Team vom Stadion Gurzelen stürmte er zwei Runden, nahm nach dem Abstieg 1972 das Angebot von Servette Genf an und wechselte in das Stade des Charmilles. Der Stürmer, der wegen seines Zuges auf das gegnerische Tor gefürchtet war, kam in der Saison 1974/75 mit 17 Toren in der Topscorerliste auf den zweiten Platz. «Joko» stand erstmals 1975/76 mit den «Servettiens» im Cup-Final, nachdem er sich im Halbfinal beim 6:2-Erfolg gegen GC mit drei Toren ausgezeichnet hatte. Der Final wurde aber mit 0:1 Toren gegen den GC-Stadtrivalen FC Zürich verloren. Dreimal in Folge belegte er mit den «Grenats» von 1976 bis 1978 den zweiten Platz in der Nationalliga. 1976/77 erzielte «Joko» an der Seite von Claude Andrey, Umberto Barberis und Martin Chivers 15 Tore. Servette verlor aber das Entscheidungsspiel um die Meisterschaft mit 1:2 Toren gegen den FC Basel. Pfister erhielt jedoch die persönliche Ehrung zum Fussballer des Jahres 1977. In der Runde 1977/78 legte ihn ein Meniskusschaden monatelang auf Eis, und so verpasste er auch den siegreichen Cup-Final gegen GC.
In der legendären Saison 1978/79 war «Joko» Pfister unter Trainer Péter Pázmándy und Capitain Gilbert Guyot an der Seite seiner Mitspieler Serge Trinchero, Lucio Bizzini, Karl Engel, Marc Schnyder, Claude Andrey, Umberto Barberis und Piet Hamberg aber wieder im Einsatz. Die «Servettiens» gewannen den Ligacup, den Alpencup, den Schweizer Cup und die Schweizer Meisterschaft. Nach diesem Triumph wechselte er zu GC nach Zürich. Auch in Zürich spielte er in einem erfolgreichen Team. 1980 und 1981 wurde er mit GC Vizemeister, und in der Saison 1981/82 wurde der Meisterschaftsgewinn vor Servette Genf gefeiert.
Im Europacup kam er von 1974/75 bis 1978/79 für Servette und von 1979/80 bis 1981/82 für GC Zürich zum Einsatz.

### Nationalmannschaft, 1973 bis 1981
Unter Trainer René Hüssy feierte «Joko» Pfister am 18. November 1973 beim WM-Qualifikationsspiel in Izmir gegen die Türkei sein Debüt in der «Nati». Nach den «Geschehnissen um die Nacht von Oslo» wurde Pfister zusammen mit «Köbi» Kuhn nach der 0:1-Niederlage im WM-Qualifikationsspiel gegen Norwegen aus der Nationalmannschaft ausgeschlossen. Unter Trainer Leo Walker – die vom SFV verhängte Sperre wurde aufgehoben – gab er am 12. September 1979 beim EM-Qualifikationsspiel gegen Polen sein Comeback. Im Herbst 1980 zeichnete er sich jeweils als Torschütze bei den Länderspielen gegen Dänemark (1:1), Deutschland (2:3) und im WM-Qualifikationsspiel in London am 19. November gegen England (1:2) aus. Mit dem ersten Spiel von Trainer Paul Wolfisberg am 24. März 1981 in Bratislava gegen die Tschechoslowakei endete die Karriere von «Joko» Pfister nach 26 Spielen mit fünf Toren in der Nationalmannschaft.